# Bărăști (gmina Morunglav)
Bărăști – wieś w Rumunii, w okręgu Aluta, w gminie Morunglav. W 2011 roku liczyła 389 mieszkańców.